# Xã Round Mound, Quận Osborne, Kansas
Xã Round Mound (tiếng Anh: Round Mound Township) là một xã thuộc quận Osborne, tiểu bang Kansas, Hoa Kỳ. Năm 2010, dân số của xã này là 28 người.